# Liticov
Liticov (německy Lititzau) je část města Ostrov v okrese Karlovy Vary v Karlovarském kraji. Nachází se na jihovýchodě Ostrova. Liticov leží v katastrálním území Mořičov o výměře 8,17 km².

## Historie
První písemná zmínka o vesnici pochází z roku 1654.

## Obyvatelstvo
Při sčítání lidu v roce 1921 zde žilo čtyřicet obyvatel (z toho devatenáct mužů), z nichž byli tři Čechoslováci a 37 Němců. Všichni se hlásili k římskokatolické církvi. Podle sčítání lidu z roku 1930 měla vesnice 32 obyvatel německé národnosti, kteří byli kromě jednoho evangelíka římskými katolíky.
| Rok            | 1869 | 1880 | 1890 | 1900 | 1910 | 1921 | 1930 | 1950 | 1961 | 1970 | 1980 | 1991 | 2001 | 2011 | 2021 |
| -------------- | ---- | ---- | ---- | ---- | ---- | ---- | ---- | ---- | ---- | ---- | ---- | ---- | ---- | ---- | ---- |
| Počet obyvatel | 94   | 85   | 51   | 43   | 29   | 40   | 32   | 18   | 14   | 30   | 8    | 4    | 2    | 3    | 1    |
| Počet domů     | 7    | 7    | 7    | 7    | 6    | 5    | 6    | 3    | 3    | 2    | 1    | 2    | 2    | 1    | 2    |

## Obecní správa
Při sčítání lidu v letech 1869–1950 Liticov byl osadou obce Mořičov, se kterým patřil nejprve do okresu Jáchymov, ale v roce 1950 v okrese Karlovy Vary-okolí. Od roku 1960 je částí města Ostrov v okrese Karlovy Vary.